# 藍光策
藍光策，清光緒十四年（1888年）舉人，四川資陽人，著有《春秋公法比義發微》一書。經歷未詳，生卒年不詳。